# Mongan Poula
Mongan Poula is een bestuurslaag in het regentschap Kepulauan Mentawai van de provincie West-Sumatra, Indonesië. Mongan Poula telt 944 inwoners (volkstelling 2010).